# Avenida General Mosconi (Quilmes)
La avenida General Mosconi es una importante avenida del Partido de Quilmes, en el sur del Área Metropolitana de Buenos Aires. Nace en la Av. Lamadrid, en el límite de las localidades de Bernal Oeste y Quilmes Oeste, y finaliza luego de unos 5 km en la Ruta Provincial 4, en el límite de los partidos de Quilmes y Florencio Varela, continuando a partir de ese punto como Avenida San Martín. Debe su nombre a Enrique Mosconi, militar e ingeniero civil argentino, conocido por ser el primer presidente de la empresa estatal YPF.

## Historia
El tramo comprendido entre la Avenida 12 de Octubre y la Ruta Provincial 4 pertenecía al Camino a Chascomús. Este antiguo camino partía en la Ciudad de Buenos Aires y continuaba por la Avenida Pres. Bartolomé Mitre en Avellaneda. Después, continuaba por las actuales avenidas Los Quilmes y Calchaquí, hasta la mencionada 12 de Octubre. En ésta, el camino se dividía en dos: la Ruta Provincial 36 y la Ruta Provincial 53. El tramo entre la Avenida 12 de Octubre y la Avenida Felipe Amoedo estaba rectificado, paralelo a la Avenida Calchaquí. El Camino a Chascomús continuaba hacia el Partido de Florencio Varela, siguiendo el trazado de la Av. San Martín.
En el siglo XX, los mapas continuaban otorgándole una distinguida categoría a la Avenida Gral. Mosconi. Por ejemplo, planos del año 1954 correspondientes al Partido de Quilmes, lo denominan como “Camino a Chascomús” o “Barracas a Chascomús”. Otros planos caracterizan también a la avenida Gral. Mosconi como “Antiguo Camino a Mar del Plata”.

## Recorrido
Comienza en límite entre Bernal Oeste y Quilmes Oeste, donde pasa de llamarse Patricio Enríquez (Calle 164) a Avenida General Mosconi. Luego continúa paralela a la Avenida Calchaquí hasta la calle Carlos Pellegrini, donde se produce la bifurcación. El tramo sentido a Avellaneda sigue con la misma denominación que la avenida, sin embargo, el tramo sentido a Florencio Varela es la Calle Barton (386). Después, en el cruce con la Avenida 12 de Octubre, el camino se unifica nuevamente, y continúa su recorrido hasta la Av. Monteverde. La avenida atraviesa también el Camino General Belgrano.
La avenida se numera del 1 al 5400. Actualmente, el tramo que forma parte de la Ruta Provincial 53 es el que comprende entre las rutas provinciales 4 y 14, en la localidad de Villa La Florida.

## Intersecciones
- En el siguiente esquema, se muestran los cruces de calles y rutas más importantes presentes en esta avenida. También se representa la bifurcación entre la calle Carlos Pellegrini y la Avenida 12 de Octubre.

| fCONTg |  | RMCONTg |  |  |

| fTEEl | STRq | RMKRZ | STRq |  |

| fSTR |  | RM |  |  |

| fTEEl | STRq | RMKRZ | STRq |  |

| fSTR |  | TEEaq | ABZq+lr | STRq |

| fSTR | STR+l | ABZqlr | TEEeq |  |

| fSTR | STR |  | STR | ARCH |

| fTEEl | ABZqlr | ABZq+lr | ABZqlr | STRq |

| fTEEl | STRq | KRZ | STRq |  |

| fSTR |  | STR |  |  |

| fTEEl | STRq | KRZ | STRq |  |

| fSTR |  | TEEaq | STRq |  |

| fTEEl | STRq | TEEeq |  |  |

| fSTR |  | STR |  |  |

| fTEEl | STRq | KRZ | STRq | SHOPPING |

| fSTR2 | fSTRc3 | STR |  |  |

| fSTRc1 | fSTR2+4 | STR + fSTRc3 |  |  |

|  | STRq + fSTRc1 | fSTR2+4 + KRZ | STRq + fSTRc3 |  |

|  |  | RM + fSTRc1 | fSTR2+4 | fSTRc3 |

|  |  | RM | fSTRc1 | fSTR+4 |

|  | STRq | RMKRZ | STRq | fTEEr |

|  |  | RMCONTf |  | fCONTf |

## Transporte público
Existen 5 líneas de colectivo que circulan por esta avenida, las cuales son:
- Línea 148: Plaza de la Constitución - Villa del Plata[2]

- Línea 266: Estación Lomas de Zamora - Quilmes Oeste[3]

- Línea 293: Estación Avellaneda - San Francisco Solano[4]

- Línea 324: Don Bosco - El Pato[5]

- Línea 585: Balneario de Quilmes - San Francisco Solano[6]

|                              | 148 | 266 | 293 | 324 | 585 |
| ---------------------------- | --- | --- | --- | --- | --- |
| Lamadrid                     | Sí  | Sí  | Sí  |     |     |
| Rodolfo López                | Sí  | Sí  | Sí  |     |     |
| Carlos Pellegrini            | Sí  | Sí  | Sí  |     |     |
| 12 de Octubre                | Sí  |     | Sí  |     | Sí  |
| Amoedo                       | Sí  |     | Sí  | Sí  | Sí  |
| Triunvirato                  | Sí  |     |     | Sí  | Sí  |
| Laprida                      | Sí  |     |     | Sí  | Sí  |
| Lafinur                      | Sí  |     |     | Sí  | Sí  |
| Craviotto                    | Sí  |     |     | Sí  |     |
| Calle 850 / Savio / RP14     | Sí  |     |     | Sí  |     |
| Monteverde / Rep. de Francia | Sí  |     |     | Sí  |     |